# Rafael Ağayev
Pour les articles homonymes, voir Agayev.
Rafael Ağayev, né le 4 mars 1985, est un karatéka azéri qui a remporté le titre de champion du monde à 5 reprises. Il est devenu pour la première fois  champion du monde en kumite individuel masculin moins de 70 kilos aux championnats du monde de karaté 2006 à Tampere, en Finlande. Il est devenu champion du monde en 2006 en -70 kg à Tampere, en 2008 en -70 kg à Tokyo, en 2010 en -75 kg à Belgrade et en 2016 en -75kg à Linz  . Il a le plus gros palmarès du karaté chez les hommes, et il a même été sacré champion d’Europe à 8 reprises entre 2004 et 2015. Il a aussi gagné les premiers jeux européens à Bakou en 2015  et les jeux mondiaux en 2013 à Cali.  Plus récemment il finit 3ème au championnat du monde à Madrid en novembre 2018, finit 2ème aux jeux européens en juillet 2019, termine vice champion d’Europe à Madrid en mars 2019, prend la première place à l’open de Moscou en décembre 2019 et même 1er à l’open de Dubaï en février 2020.     

## Résultats
| Résultat           | Date          | Épreuve                      | Catégorie | Compétition                                  | Ville hôte                             |
| ------------------ | ------------- | ---------------------------- | --------- | -------------------------------------------- | -------------------------------------- |
| [ 1 ]              | 2001          | Kumite par équipe            | Juniors   | Championnats du monde juniors et cadets 2001 | Marseille, en France                   |
| [ 2 ]              | Février 2002  | Kumite individuel - 60 kilos | Cadets    | Championnats d'Europe juniors et cadets 2002 | Coblence, en Allemagne                 |
| [ 3 ]              | Février 2003  | Kumite individuel - 65 kilos | Cadets    | Championnats d'Europe juniors et cadets 2003 | Wrocław, en Pologne                    |
| [ 4 ]              | Octobre 2003  | Kumite individuel - 65 kilos | Juniors   | Championnats du monde juniors et cadets 2003 | Marseille, en France                   |
| [ 5 ]              | Mai 2004      | Kumite individuel - 65 kilos | Seniors   | Championnats d'Europe 2004                   | Moscou, en Russie                      |
| [ 6 ]              | Février 2005  | Kumite individuel - 65 kilos | Juniors   | Championnats d'Europe juniors et cadets 2005 | Thessalonique, en Grèce                |
| [ 7 ]              | Mai 2005      | Kumite individuel open       | Seniors   | Championnats d'Europe 2005                   | San Cristóbal de La Laguna, en Espagne |
| [ 8 ]              | Novembre 2005 | Kumite par équipe            | Juniors   | Championnats du monde juniors et cadets 2005 | Limassol, à Chypre                     |
| [ 9 ]              | Octobre 2006  | Kumite individuel - 70 kilos | Seniors   | Championnats du monde 2006                   | Tampere, en Finlande                   |
| [ 10 ]             | Mai 2007      | Kumite individuel - 70 kilos | Seniors   | Championnats d'Europe 2007                   | Bratislava, en Slovaquie               |
| [ 10 ]             | Mai 2007      | Kumite individuel open       | Seniors   | Championnats d'Europe 2007                   | Bratislava, en Slovaquie               |
| Médaille d'or      | Mai 2016      | Kumite individuel - 75 kilos | Seniors   | Championnats d'Europe 2016                   | Montpellier, en France                 |
| Médaille d'or      | Mai 2018      | Kumite individuel - 75 kilos | Seniors   | Championnats d'Europe 2018                   | Novi Sad, en Serbie                    |
| Médaille de bronze | Novembre 2018 | Kumite individuel - 75 kilos | Seniors   | Championnats du monde 2018                   | Madrid, en Espagne                     |
| Médaille d'argent  | Mars 2019     | Kumite individuel - 75 kilos | Seniors   | Championnats d'Europe 2019                   | Guadalajara, en Espagne                |
| Médaille d'argent  | Mai 2022      | Kumite par équipes           | Seniors   | Championnats d'Europe 2022                   | Gaziantep, en Turquie                  |